# Saarwald-Verein

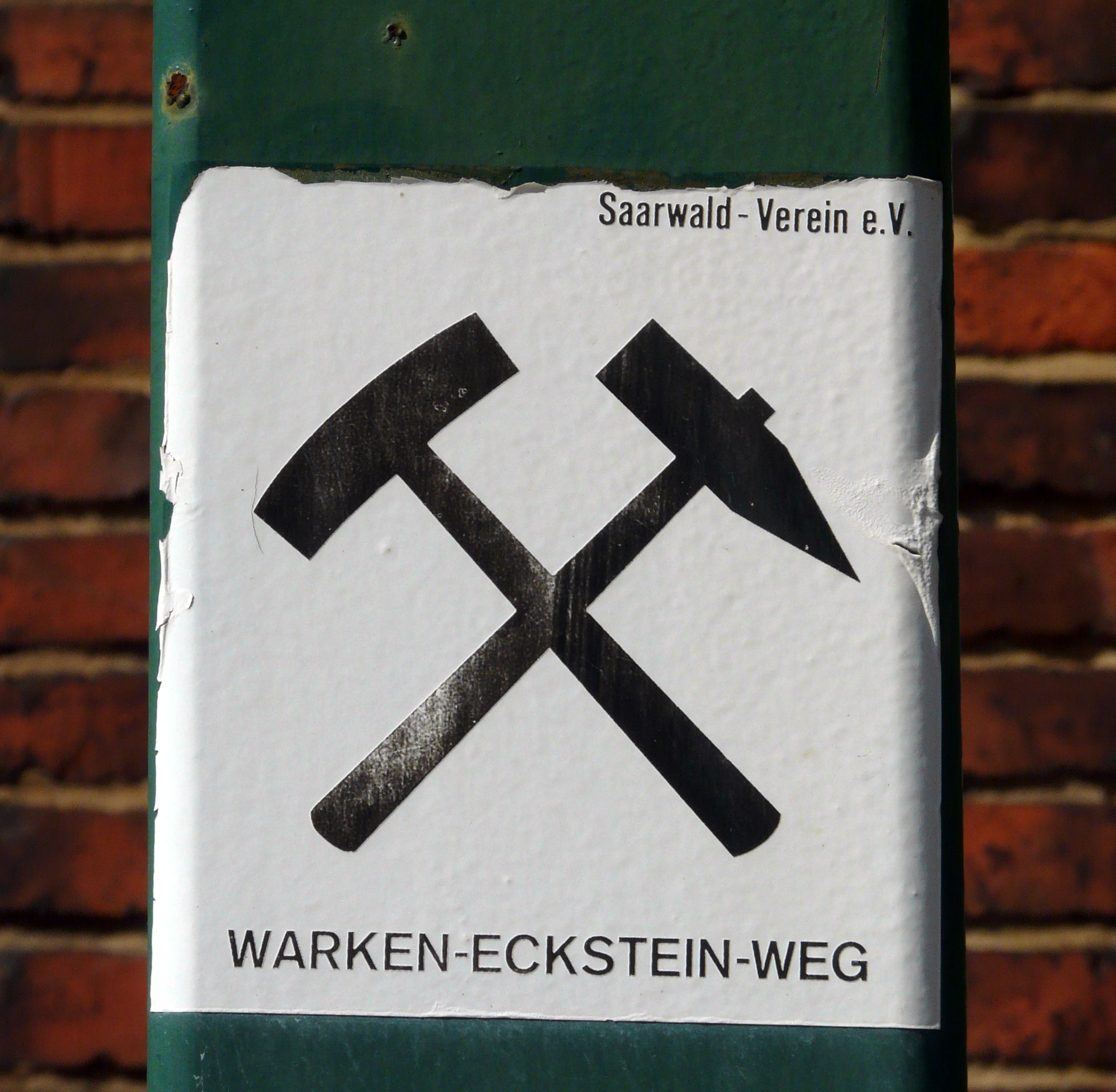
Wanderwegplakette des Saarwald-Vereins in Bildstock

Der Saarwald-Verein (kurz SWV) (vollständiger Name Landesverband Saarwald-Verein e. V.) ist eine Vereinigung in der Wanderbewegung mit Sitz in Saarbrücken. Eingetragen ist der Verein in das Vereinsregister des Amtsgerichts Saarbrücken (VR 2965). Er wurde am 28. April 1907 von Wanderfreunden aus Saarbrücken und Dillingen/Saar auf dem Gipfel des Litermont gegründet. Der Verein ist Mitglied im Verband Deutscher Gebirgs- und Wandervereine, der in ganz Deutschland 57 Mitgliedsverbände hat. 2016 gehören dem Saarwald-Verein 37 Ortsvereine an. Diese Ortsvereine befinden sich in allen Kreisen des Saarlandes außer dem Saarpfalz-Kreis. Dieser Kreis, der zur Gründung des Vereines zur Pfalz gehörte, ist nicht im Saarwald-Verein vertreten; die Wandervereine dieses Kreises sind Mitglied im Pfälzerwald-Verein.

## Aufgaben und Ziele des Vereins
Der Verein unterhält im Saarland 2.400 Kilometer Wanderwege und sieben Wanderheime. Insgesamt gibt es im Saarland 36 vom Saarwald-Verein markierte Wanderwege, von denen 17 sogenannte überörtliche Wanderwege sind, einige von ihnen führen über die Landesgrenzen hinaus. Die anderen 19 Wanderwege gehören zu den Saar-Lor-Lux-Kulturwanderwegen, die unter Mitwirkung des Saarländischen Rundfunks entstanden. Auch unter diesen finden sich Wege, die nicht nur durch das Saarland führen. Die Pflege des Wanderns, die Ausbildung von Wanderführern sowie der Denkmalschutz und die Pflege des Brauchtums sind Ziele des Vereins. Er engagiert sich auch im Bereich des Naturschutzes und der Landschaftspflege.
Die bisher beschriebenen Wanderwege des Saarwald-Vereins sind unter Wanderwege im Saarland zu finden.